# Zdravka Jordanova
Zdravka Jordanova (bolgarsko Здравка Йорданова), bolgarska veslačica, * 9. december 1950.
Jordanova je na Poletnih olimpijskih igrah 1976 v Montrealu veslala v bolgarskem dvojnem dvojcu in s partnerico Svetlano Ocetovo osvojila zlato medaljo.